# Palau de Kensington
El palau de Kensignton és una de les més importants residències reials a Londres de la Família Reial britànica. Entre altres membres de la Família Reial, les desaparegudes princeses Margarida del Regne Unit i lady Diana Spencer, el príncep Miquel de Kent i les famílies del duc de Gloucester i del duc de Kent, hi posseeixen o hi posseïren apartaments.
La importància del Palau de Kensington rau en la llarga i ininterrompuda relació que ha mantingut amb la Família Reial. Mentre que la majoria de Palaus històrics de la Monarquia britànica, Palau de Hampton Court o el Palau de Kew, són simples atraccions turístiques, el Palau de Kensignton és, avui, una de les residències més actives de la Família reial.
L'any 1689 el rei Guillem III d'Anglaterra va comprar una mansió a Londres anomenada Nothingham House al seu secretari d'estat, el comte de Nothingham. Posteriorment encarregà a l'arquitecte Christopher Wren l'ampliació del Palau i l'annexió de diverses sales de nova creació i dedicades a albergar les funcions d'estat de la Família reial.
Fins a la mort del rei Jordi II del Regne Unit, l'any 1760, Kensignton fou la residència preferida dels monarques anglesos. A Kensignton fou on nasqué i cresqué la princesa Victòria de Kent, futura reina Victòria I del Regne Unit. També a Kensignton hi nasqué la princesa Maria de Teck, futura esposa del rei Jordi V del Regne Unit i hi passà llargues temporades el duc d'Edimburg en els apartaments de la seva àvia, la princesa Victòria de Hessen-Darmstadt.
Certes parts del Palau de Kensignton són visitables avui en dia tot i que la majoria de les cambres del Palau són emprades com a residència de membres menors de la Família Reial. Actualment habiten el Palau de Kensington, la família del duc de Gloucester, la família del duc de Kent i la família del príncep Miquel de Kent.
Arran de la publicació de les finances de la família reial, esclatà un important escàndol al voltant de la residència de Kensington. L'any 1979 es casà a Viena el príncep Miquel de Kent amb una aristòcrata bohèmia catòlica; en conseqüència, el príncep hagué de renunciar als seus drets a la Corona anglesa i, per tant, no té, dret teòric, d'habitar a Kensington. El fet que el príncep Miquel no pagués cap classe de lloguer pels seus luxosos apartaments a Kensington despertà fortes crítiques contra la reina, que optà per pagar un total de 180.000 euros de la seva butxaca en concepte de lloguer anual per l'apartament del príncep Miquel de Kent.
El Palau de Kensington albergà les habitacions de la princesa Diana de Gal·les durant els últims anys de la seva vida després de la separació de l'any 1992.